# 第四国际波萨达斯主义者
第四国际波萨达斯主义者（英語：Fourth International Posadist）是一个托洛茨基主义国际组织。

## 概况
阿根廷人J·波萨达斯曾于20世纪50年代担任第四国际拉丁美洲书记处领导人，并长期领导第四国际阿根廷支部社会主义革命党。1962年，波萨达斯突然将第四国际拉丁美洲书记处改组为一个新的国际组织，从第四国际分裂出来，史称“波萨达斯国际”，通称“波萨达斯派”。早在19世纪，拉美的保守党和自由党内就盛行“个人效忠主义”，波萨达斯国际也未能免俗，曾以对波萨达斯无以复加的个人崇拜而闻名。
该派别的观点包括：支持内部个人崇拜、工人国家必须发动先发制人的核打击、核战争是进行社会主义革命的条件、开发海洋、自动化崇拜、联络外星共产主义者进行星际革命、与海豚等高智商动物交流等等。
目前，该组织已严重衰落，其成员在全世界范围内不足百人，原有的成员党中仅有乌拉圭的革命工人党仍在运作。

## 成员党
- 乌拉圭 革命工人党

此外在阿根廷、巴西、希腊等国有零星的个人支持者。

## 前成员党
- 阿根廷 革命工人党—波萨达斯主义
- 比利时 革命工人党—托洛茨基主义
- 玻利维亚 波萨达斯托洛茨基主义革命工人党
- 巴西 托洛茨基波萨达斯主义第四国际巴西支部
- 英国 革命工人党（托洛茨基主义）
- 智利 革命工人党（波萨达斯主义）
- 哥伦比亚 波萨达斯托洛茨基主义革命工人党
- 古巴 革命工人党（托洛茨基主义）
- 法國 革命共产党（托洛茨基主义）
- 德国 波萨达斯主义共产党
- 希腊 革命共产党—波萨达斯主义者
- 義大利 革命共产党（托洛茨基波萨达斯主义）
- 墨西哥 革命工人党（托洛茨基主义）
- 秘魯 革命工人党
- 西班牙 革命工人党（托洛茨基波萨达斯主义）
- 美国 革命工人党（托洛茨基波萨达斯主义）